# 艾尔·杰弗逊
艾爾巴斯·瑞卡多·傑佛森（英語：Albus Ricardo Jefferson，1985年1月4日—），暱稱艾爾·傑佛森（Al Jefferson），出生於美國密西西比州，NBA职业篮球运动员，現已退役。

## 早年
傑佛森於1985年1月4日在蒙蒂塞洛出生，傑佛森的童年是在隔壁的小城鎮普蘭提斯成長。

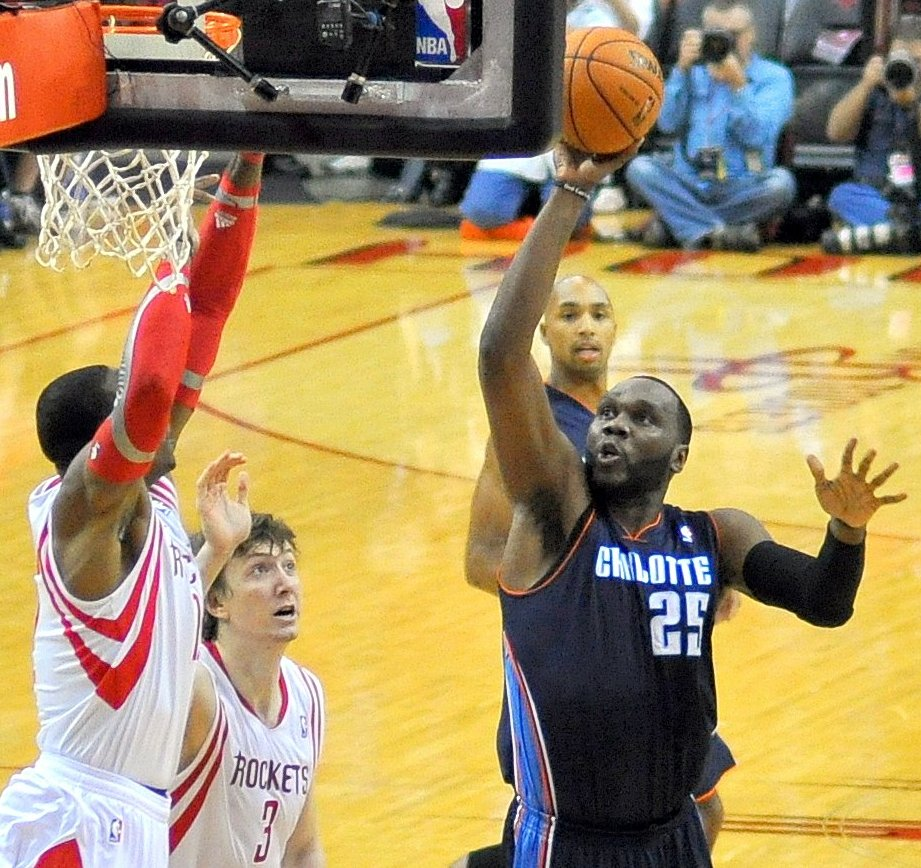
傑佛森投籃

## 高中生涯
傑佛森於2000~2004年就讀於普蘭提斯高中，他在高一就展現驚人的籃球天賦並成為主力球員，同時吸引大學教練及NBA球探的注意，在高四那年，他的平均成績來到驚人的42.6分、18籃板及7阻攻，高中的好表現讓傑佛森得到阿肯色大學所提供的獎學金，但後來他決定不讀大學，直接參加2004年NBA選秀大會。

## NBA生涯

### 波士頓塞爾提克
傑佛森在2004年NBA選秀大會上被波士頓塞爾提克於第一輪第15順位選中，成為塞爾提克隊史所選的第一位高中生。（肯德里克·帕金斯是在2003年NBA選秀被孟菲斯灰熊隊選中後隨即交易至塞爾提克隊）新秀球季他主要擔任大前鋒，平均上場時間14.8分鐘而以平均6.7分及4.4籃板做收。
傑佛森在2005-06 NBA賽季由於腳踝及右膝的傷勢打得不甚理想，只有出賽59場平均18.0分鐘獲得7.9分、5.1籃板。
在2006–07球季前，傑佛森聘請了私人主廚並減輕約30磅的體重。在參加完拉斯維加斯夏季聯賽傑佛森感覺身體不適，經過電腦斷層掃描後證實是手肘部份長了骨刺，2006年8月2日，他決定要動手術以移除骨刺。2006年11月8日，在球季開始前他去動了盲腸切割手術而延遲開季，而在11月23日回到球隊。
在2006年年底，由于队中主力中锋肯德里克·帕金斯以及替补中锋西奥·拉特里夫、迈克尔·奥洛沃坎迪等人同时受伤，杰弗逊被任为球队的先发中锋，结果一举爆发，在连续7场比赛中，平均每场拿下16.3分和11.1个篮板，确立了自己的主力地位。在2006年12月9日對上紐澤西籃網的比賽，他攻下29分及14個籃板14個籃板也平了他的生涯紀錄（2005年5月5日在面對印第安納溜馬的季後賽），這是他第二次攻下超過20分，前一次是在2005年12月10日面對達拉斯小牛的比賽，他當晚攻下21分。第三場及第四場20+的得分則是在不久之後的12月15日及12月16日，分別攻下28分與22分，同時也使波士頓塞爾提克締造五連勝。
2007年3月3日，傑佛森得到生涯新高的的32分及18個籃板，在對上紐澤西籃網的比賽，3月5日，傑佛森獲選為單周最佳東區球員（2月26日～3月4日）。

### 明尼蘇達灰狼
2007年，杰弗逊同傑拉德·格林、莱恩·戈麦斯、西奥·拉特里夫、塞巴斯蒂安·泰菲爾與一個首輪選秀權一起被送往明尼苏达森林狼队，以交换明星球員凯文·加内特。穿回了高中时的25号，在灰狼队，杰弗逊被认为是重建过程中的核心球员。一來到灰狼隊，他就與球隊簽下一筆長約五年六千五百萬美金，而傑佛森以「尚未證明自己」為由並沒有向球隊尋求更大的合約。
在灰狼隊的第一個球季，傑佛森是隊上的得分主力，該季打滿82場比賽，以平均21.0分排名全NBA第20名（總得分第11名），並有.500的命中率。傑佛森也是該季唯四達到平均20分及10籃板（其他球員為德懷特·霍華德、卡洛斯·布泽尔及安托萬·賈米森）。他也以平均11.1個籃板在ＮＢＡ排名第五名（總籃板數第四名），進攻籃板則以平均3.8個在NBA排名第二名，只落後泰森·錢德勒（4.1）。球員效率值排名第12名，而雙十次數則排名第三名。
2008年1月，傑佛森以平均33.3分及15.3籃板獲選單周西區最佳球員，並帶領灰狼隊在1月21日～27日間取得3勝1敗的成績。
2008年1月27日對上紐澤西籃網的比賽，傑佛森得到生涯新高的40分，並在4月8日對上夏洛特山貓的比賽再次達成。

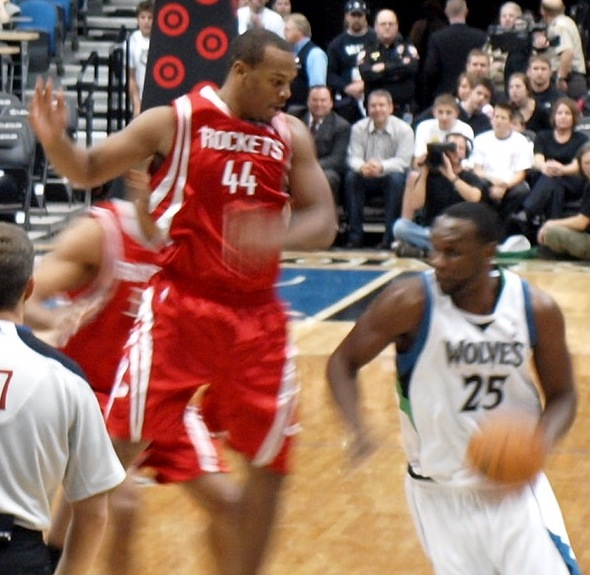
傑佛森帶球切入

2008-09 NBA賽季，傑佛森在此球季打出生涯年，前50場比賽平均23.1分、11.0籃板、1.6助攻及1.7個阻攻，直到在對上紐奧良黃蜂的比賽中單腳不規則落地，最終導致右膝傷勢並宣告本季報銷。而診斷結果為前十字韌帶撕裂並需要動手術。當時灰狼隊的戰績為17勝33敗，但在傑佛森缺席後只打出7勝25敗，再度缺席季後賽。
2009-10 NBA賽季，2010年1月13日，在對上休士頓火箭的三度延長賽中，杰弗逊締造隊史單場26個籃板的最高紀錄，而該隊史紀錄現已由凯文·乐福（31個）所打破。

### 猶他爵士
2010年7月13日，傑佛森被交易到猶他爵士以換取兩個未來第一輪的選秀權及中鋒科斯塔·庫佛斯。

### 夏洛特山貓/黃蜂
2013年夏季休賽期，傑佛森因為合約到期離開了鹽湖城並成為自由球員，2013年7月4日，傳出傑佛森將與夏洛特山貓簽訂3年$4,050萬的合約，山貓隊在7月10日正式宣佈。然而例行賽剛開始時，由於山貓隊總教練克里福德要接受心臟手術，再加上隊長傑佛森因傷缺陣了多場比賽。所以打得並不是很輕鬆。但是到了賽季後期，總教練克里福德復出之後，已經找到了贏球的感覺。再加上隊長傑佛森的歸來，開始發揮了曾經在灰狼隊的領袖作用，讓山貓隊各拉出兩波4連勝。2014年1月31日，傑佛森在與洛杉磯湖人的比賽中得到平生涯紀錄的40分。在三月份，傑佛森以平均24.7分、10.6籃板並有55%的命中率，被評為三月份東區最佳球員，成為了山貓隊隊史首位單月最佳球員。到了四月份，傑佛森帶領山貓隊，打出了8勝1負的最佳戰績並且再拉出一波5連勝，不僅完成了賽季首次對騎士隊的橫掃，此一戰後也正式鎖定了季後賽。雖然五連勝被塞爾提克終結，無緣隊史最長連勝。但是他們在更名之前最後三場例行賽，利用一波3連勝結束了更名黃蜂隊之前最後一個賽季例行賽。而傑佛森再度連任單月最佳球員，成為在2007年德懷特·霍華德後第一位連任的中鋒。。
但在季後賽的第一場比賽，杰弗森在執行擋切戰術中受傷，被医生诊断为足底筋膜炎。而他依舊帶傷上陣，只缺席了第4場比賽，最终首轮以0：4遭到迈阿密热火队橫掃。
傑佛森因為右膝傷勢而必須休養至少6周。

### 印第安那溜馬
2016年7月9日，傑佛森與印第安那步行者隊簽下三年共三千萬美元的合約。
2018年4月10日，杰弗森在他的最后一场NBA比赛中，於夏洛特黄蜂队身上得到12分和5个篮板。

## NBA生涯數據

### 例行賽
| 賽季    | 球隊           | GP  | GS  | MPG  | FG%  | 3P%  | FT%  | RPG  | APG | SPG | BPG | PPG  |
| ------- | -------------- | --- | --- | ---- | ---- | ---- | ---- | ---- | --- | --- | --- | ---- |
| 2004–05 | 波士頓塞爾提克 | 71  | 1   | 14.8 | .528 | .000 | .630 | 4.4  | .3  | .3  | .8  | 6.7  |
| 2005–06 | 波士頓塞爾提克 | 59  | 7   | 18.0 | .499 | .000 | .642 | 5.1  | .5  | .5  | .8  | 7.9  |
| 2006–07 | 波士頓塞爾提克 | 69  | 60  | 33.6 | .514 | .000 | .681 | 11.0 | 1.3 | .7  | 1.5 | 16.0 |
| 2007–08 | 明尼蘇達灰狼   | 82  | 82  | 35.6 | .500 | .000 | .721 | 11.1 | 1.4 | .9  | 1.5 | 21.0 |
| 2008–09 | 明尼蘇達灰狼   | 50  | 50  | 36.7 | .497 | .000 | .738 | 11.0 | 1.6 | .8  | 1.7 | 23.1 |
| 2009–10 | 明尼蘇達灰狼   | 76  | 76  | 32.4 | .498 | .000 | .680 | 9.3  | 1.8 | .8  | 1.3 | 17.1 |
| 2010–11 | 猶他爵士       | 82  | 82  | 35.9 | .496 | .000 | .761 | 9.7  | 1.8 | .6  | 1.9 | 18.6 |
| 2011–12 | 猶他爵士       | 61  | 61  | 34.0 | .492 | .250 | .774 | 9.6  | 2.2 | .8  | 1.7 | 19.2 |
| 2012–13 | 猶他爵士       | 78  | 78  | 33.1 | .494 | .118 | .770 | 9.2  | 2.1 | 1.0 | 1.1 | 17.8 |
| 2013–14 | 夏洛特山貓     | 73  | 73  | 35.0 | .509 | .200 | .690 | 10.8 | 2.1 | .9  | 1.1 | 21.8 |
| 2014–15 | 夏洛特黃蜂     | 65  | 61  | 30.6 | .481 | .400 | .655 | 8.4  | 1.7 | .7  | 1.3 | 16.6 |
| 2015–16 | 夏洛特黃蜂     | 47  | 18  | 23.3 | .485 | .000 | .649 | 6.4  | 1.5 | .6  | .9  | 12.0 |
| 生涯    |                | 813 | 649 | 30.6 | .498 | .129 | .707 | 8.9  | 1.5 | .7  | 1.3 | 16.7 |

### 季後賽
| 賽季 | 球隊           | GP | GS | MPG  | FG%  | 3P%  | FT%  | RPG | APG | SPG | BPG | PPG  |
| ---- | -------------- | -- | -- | ---- | ---- | ---- | ---- | --- | --- | --- | --- | ---- |
| 2005 | 波士頓塞爾提克 | 7  | 0  | 19.4 | .415 | .000 | .750 | 6.4 | .3  | .6  | 1.1 | 6.1  |
| 2012 | 猶他爵士       | 4  | 4  | 35.3 | .529 | .000 | .250 | 8.5 | 2.5 | 1.3 | .8  | 18.3 |
| 2014 | 夏洛特山貓     | 3  | 3  | 35.3 | .491 | .000 | .800 | 9.3 | .7  | .3  | 1.7 | 18.7 |
| 2016 | 夏洛特黃蜂     | 7  | 5  | 24.0 | .506 | .000 | .692 | 6.1 | 1.1 | .6  | .4  | 13.3 |
| 生涯 |                | 21 | 12 | 26.2 | .494 | .000 | .676 | 7.1 | 1.0 | .7  | .9  | 12.6 |